# Сунгайліат
Сунгайліат (індонез. Sungai Liat) — містечко в індонезійській провінції Банка-Белітунг, адміністративний центр округу Банка.

## Географія
Сунгайліат розташовується на східному узбережжі північної частини острова Банка.

### Клімат
Містечко знаходиться у зоні, котра характеризується вологим тропічним кліматом. Найтепліший місяць — червень із середньою температурою 26.8 °C (80.2 °F). Найхолодніший місяць — січень, із середньою температурою 25.8 °С (78.4 °F).
| Клімат Сунгайліата      | Клімат Сунгайліата | Клімат Сунгайліата | Клімат Сунгайліата | Клімат Сунгайліата | Клімат Сунгайліата | Клімат Сунгайліата | Клімат Сунгайліата | Клімат Сунгайліата | Клімат Сунгайліата | Клімат Сунгайліата | Клімат Сунгайліата | Клімат Сунгайліата | Клімат Сунгайліата |
| Показник                | Січ.               | Лют.               | Бер.               | Квіт.              | Трав.              | Черв.              | Лип.               | Серп.              | Вер.               | Жовт.              | Лист.              | Груд.              | Рік                |
| Середня температура, °C | 25,8               | 26                 | 26,4               | 26,7               | 26,7               | 26,8               | 26,4               | 26,8               | 26,5               | 26,8               | 26,4               | 25,9               | 26,4               |
| Норма опадів, мм        | 285.5              | 236.9              | 223.5              | 263.8              | 262                | 162.2              | 132.9              | 109.9              | 139.5              | 194.6              | 290.6              | 413.3              | 2714.7             |
| Днів з опадами          | 16                 | 11,3               | 14,3               | 16,6               | 16,4               | 13,9               | 12                 | 11,5               | 11,9               | 17,2               | 20,9               | 21                 | 183                |
| Вологість повітря, %    | 86                 | 85.3               | 85                 | 85.1               | 84.2               | 82.1               | 80.6               | 79.6               | 81.1               | 81.6               | 84.7               | 87.2               | 83.5               |
| ----------------------- | ------------------ | ------------------ | ------------------ | ------------------ | ------------------ | ------------------ | ------------------ | ------------------ | ------------------ | ------------------ | ------------------ | ------------------ | ------------------ |
| Джерело: Weatherbase    |                    |                    |                    |                    |                    |                    |                    |                    |                    |                    |                    |                    |                    |